# Электронный дневник и журнал
«Электронный дневник и журнал» — сервис, позволяющий участникам образовательного процесса получать информацию об учебных расписаниях, текущих и итоговых отметках и домашних заданиях в режиме онлайн. Также электронный школьный документооборот должен обеспечить снижение административной нагрузки на общеобразовательные учреждения.

## Определение
Согласно определению Министерства образования и науки РФ:
- Электронный журнал — ПО или электронные сервисы, обеспечивающие учёт выполнения учебной программы, в том числе успеваемости и посещаемости обучающихся;
- Электронный дневник — ПО или электронные сервисы, обеспечивающие в электронном виде информирование обучающихся и их родителей (законных представителей) о ходе и результатах учебного процесса.

## Актуальность
В рамках распоряжения Правительства Российской Федерации от 17 декабря 2009 года № 1993-р утверждён сводный перечень первоочередных государственных и муниципальных услуг, предоставляемых органами исполнительной власти субъектов Российской Федерации и органами местного самоуправления в электронном виде, а также услуг, предоставляемых в электронном виде учреждениями субъектов Российской Федерации и муниципальными учреждениями согласно приложению № 1 этого распоряжения.
Ответственными исполнителями за пункт 8 «Предоставление информации о текущей успеваемости учащегося, ведение электронного дневника и электронного журнала успеваемости» в перечне услуг в сфере образования определены Минобрнауки России, Рособрнадзор, непосредственно образовательные учреждения (как субъекта Российской Федерации с участием органов исполнительной власти субъекта Российской Федерации, так и муниципальные образовательные учреждения с участием органов местного самоуправления). Услуга должна была быть доступна в России с 1.1.2014.
Постановление Правительства Российской Федерации от 26 февраля 2014 года № 151 «О формировании и ведении базовых (отраслевых) перечней государственных и муниципальных услуг и работ…» поручило ведомствам до 1.7.2014 составить и опубликовать перечни услуг в своих сферах деятельности в соответствии с изложенными правилами. В перечне на сайте министерства образования и науки Российской Федерации упомянутая выше услуга по состоянию на лето 2016 года отсутствовала.
В 2012 году Минобрнауки России изданы методические рекомендации по внедрению систем ведения журналов успеваемости в электронном виде, детализирующие требования к электронным дневникам и журналам.
Журнал учета успеваемости и посещаемости — инструмент учёта в образовательной организации. Ведение его в электронном виде оптимально для повышения прозрачности образовательного процесса и для реализации возможности информирования родителей в электронном виде.
Электронный дневник как индивидуализированная выборка данных ученика из электронного журнала — это информирование ученика и родителя об образовательном процессе в электронном виде.

## Дополнительные функции «Электронного дневника и журнала»
- Формирование учебного плана учителями
- Уведомление о прогуле школы
- Формирование статистики посещаемости/успеваемости школьников
- Публикация новостей и объявлений
- Автоматическая публикация расписания уроков
- Организация площадки для общения учителей и родителей
- Отправка СМС-сообщений родителям с оценками ребёнка
- Отправка Push и E-mail уведомлений родителям ребёнка
- Использование электронного журнала как надстройки над системой управления образовательной организацией

## Виды и особенности внедрения
Переход к учету личных образовательных достижений обучающихся в электронной форме посредством электронного журнала должен сопровождаться разработкой нормативно-правового обеспечения через развитие системы локальных актов образовательных организаций (далее ОО). Федеральный закон «Об образовании в Российской Федерации» предусматривает автономность ОО, что дает право каждой ОО разрабатывать собственную нормативно-правовую базу, не противоречащую действующему законодательству РФ в области образования. Функционирование и развитие ОО поддерживается собственной нормативно-правовой базой (локальными актами).
По видам электронные дневники и журналы можно разделить на сетевые, которые, в свою очередь, делятся на федеральные и региональные, и локальные.
Сетевой федеральный электронный журнал размещается на высокопроизводительном серверном оборудовании и доступен для использования любой образовательной организацией России. После регистрации на официальном сайте такого электронного журнала образовательная организация получает возможность его полноценного использования: ввода или импорта данных о классах, обучающихся, учебном плане, распределении учебной нагрузки, расписании и пр.; ввода педагогическими работниками календарно-тематических планов занятий, сведений о темах проведенных занятий, отметках успеваемости и посещаемости и т. д. Обучающиеся и их родители получают доступ к электронному дневнику по логинам и паролям, выдаваемым образовательной организацией, либо, в некоторых случаях, через портал госуслуг. Компенсацию затрат владельцы сетевых электронных журналов часто реализуют за счет размещения рекламы, продажи услуг поддержки или другого смежного функционала.
| Наименование | Год создания | Правообладатель  |
| ------------ | ------------ | ---------------- |
| Дневник.ру   | 2007         | ООО «Дневник.ру» |
| Баллов.Нет   | 2006         | ООО «ОПТИМА»     |
| СтадиАппс    | 2010         | ООО «Ализар»     |
| ЭлЖур        | 2010         | ООО «Веб-Мост»   |

Сетевой региональный электронный журнал размещается на серверах субъектов Российской Федерации или муниципальных образований и обслуживает образовательные организации своего региона или муниципалитета. Разработка программного обеспечения таких журналов производится имеющими соответствующий опыт российскими ИТ-компаниями, и его приобретение регионами, установка на свои серверы и сопровождение — по договорам с правообладателями. В отличие от федеральных сетевых журналов доменные имена региональных сетевых электронных журналов являются уникальными в каждом регионе.
| Наименование                                              | Год создания | Где используется                         | Правообладатель                                                             |
| --------------------------------------------------------- | ------------ | ---------------------------------------- | --------------------------------------------------------------------------- |
| Сетевой Город. Образование                                | 2002         | Несколько регионов России                | АО «ИРТех»                                                                  |
| Электронные услуги                                        | ?            | Кировская область                        | КОГАУ ЦОКО                                                                  |
| Электронная школа 2.0 (#УЧУСЬВКУЗБАССЕ)                   | 2010         | Кемеровская область - Кузбасс            | ООО "Мирит"                                                                 |
| Школы Курска                                              | 2023         | Курская область                          | Министерство образования и науки Курской области                            |
| Цифровая образовательная среда                            | ?            | Ленинградская область                    | Комитет общего и профессионального образования Ленинградской области        |
| Электронный журнал и дневник Московской электронной школы | 2017         | Москва                                   | Департамент образования и науки города Москвы                               |
| Образование web 2.0                                       | 2011         | Несколько регионов России                | ООО «Институт информационных систем»                                        |
| БАРС Образование                                          | ?            | Несколько регионов России                | АО «БАРС Груп»                                                              |
| РГИС Нижегородская образовательная платформа              | 2020         | Нижегородская область                    | Министерство образования и науки Нижегородской области                      |
| Цифровое образование Орренбуржья                          | ?            | Оренбургская область                     | Министерство образования Оренбургской области                               |
| Эпос.Школа (Пермский край)                                | 2020         | Пермский край                            | Министерство информационного развития и связи Пермского края                |
| Цифровое образование Псковской области                    | 2010         | Псковская область                        | ГБУ ПО «РЦИТ»                                                               |
| АИС «Образование» (Башкортостан)                          | 2017         | Республика Башкортостан                  | АО «Башкирский регистр социальных карт»                                     |
| Барс образование Рязанской области                        | ?            | Рязанская область                        | Министерство образования Рязанской области                                  |
| Петербургское образование. Электронный дневник            | 2011         | Санкт-Петербург                          | Комитет по образованию Правительства Санкт-Петербурга                       |
| ЦОП ХМАО - ЮГРЫ                                           | 2017         | Ханты-Мансийский автономный округ - Югра | Департамент образования и науки Ханты⁠-⁠Мансийского автономного округа — Югры |
| ГИС "Электронная школа"                                   | 2020         | Новосибирская область                    | Министерство образования Новосибирской области                              |
| Электронные журналы и дневники                            | ?            | Ненецкий автономный округ                | Департамент образования, культуры и спорта Ненецкого автономного округа     |
| ГИС в сфере образования                                   | 2023         | Республика Крым                          | Министерство образования науки и молодежи Республики Крым                   |
| ГИС Электронное образование Ямала                         | ?            | Ямало-Немецкий автономный округ          | Департамент образования Ямало-Немецкого автономного округа                  |
| Образование-76                                            | 2024         | Ярославльская область                    | Министерство образования Ярославской области                                |

Локальный электронный журнал размещается на собственном (возможно, облачном) сервере образовательной организации. У такого решения есть как положительные стороны (независимость от оператора федерального или электронного журнала, лучшая доступность за счет существенно более низкой нагрузки, возможность самостоятельного расширения функционала и более гибкой индивидуальной настройки), так и отрицательные (необходимость самостоятельного технического обслуживания оборудования и программного обеспечения, потребность в соответствующих специалистах и пр.).
| Наименование                       | Номер в ЕРРП* | Год создания | Правообладатель         | Лицензия             | Серверное ПО                        |
| ---------------------------------- | ------------- | ------------ | ----------------------- | -------------------- | ----------------------------------- |
| Сетевой Город. Образование         | 1633          | 2002         | АО «ИРТех»              | Проприетарная        | Windows Server                      |
| 1С:Образование                     | 4961          | 2003         | ООО «1С-Софт»           | Проприетарная        | Windows, Linux, Mac OS X            |
| Аверс: Электронный классный журнал | 453           | 2008         | ООО «ФинПромМаркет-XXI» | Проприетарная        | Windows, *nix                       |
| Электронный журнал «Шкала»         | 11707         | 2019         | Гольдин А. М.           | Modified BSD license | Любая ОС; среда NodeJS; модуль NeDB |

* Единый реестр российских программ для электронных вычислительных машин и баз данных.
Проблемам внедрения информационных систем электронных дневников и журналов посвящено множество публикаций; достаточно полное обобщение опыта (по состоянию на лето 2015 года) содержится в статье «Мифы и реальности электронных журналов успеваемости».